# John Bradbury (botaniste)
 (novembre 2020).
Pour les articles homonymes, voir John Bradbury et Bradbury.
John Bradbury (1768-1823) était un botaniste écossais connu pour ses voyages à travers l'Ouest américain et le Midwest et son compte-rendu du séisme de New Madrid en 1812.
Il travailla pour le compte de la Pacific Fur Company de John Jacob Astor et participa à l' expédition terrestre qui traversa le Nord-ouest américain avec Wilson Price Hunt pour rejoindre Astoria.